# (99950) Евхенор
(99950) Евхенор (греч. Ευχήνωρ) — троянский астероид Юпитера, двигающийся в точке Лагранжа L4, в 60° впереди планеты. Он был обнаружен 19 сентября 1973 года астрономами Паломарской обсерватории и назван в честь Евхенора, персонажа древнегреческой мифологии.

Орбита астероида Евхенор и его положение в Солнечной системе